# Joonas Kolkka
Joonas Kolkka (* 28. September 1974 in Lahti) ist ein ehemaliger finnischer Fußballspieler. Kolkka wurde als Flügelspieler und Mittelfeldspieler eingesetzt.

## Laufbahn
In seiner Jugend spielte Kolkka bei seinem Heimatverein Lahden Reipas, wechselte aber schon bald zum finnischen Erstligisten Myllykosken Pallo -47 aus Kouvola, mit dem er den finnischen Pokal gewann und in dessen Diensten er erstmals in die finnische Fußballnationalmannschaft berufen wurde, für die er in 16 Jahren auf insgesamt 98 Spiele (11 Tore) kam. Im Alter von 21 Jahren begann mit seinem Wechsel in die niederländische Ehrendivision zu Willem II Tilburg seine internationale Vereinskarriere, die bei der PSV Eindhoven und Panathinaikos Athen ihre Höhepunkte fand. Kolkka kam bei diesen beiden Clubs zwischen 1998 und 2003 zu insgesamt 25 Einsätzen in der UEFA Champions League und erzielte für die Griechen dabei seinen einzigen Treffer in der Königsklasse. Mit der PSV wurde er zweimal niederländischer Meister.
Zur Saison 2003/04 wechselte er für eine Saison zu Borussia Mönchengladbach in die deutsche Bundesliga. Hier erzielte er in 28 Spielen zwei Tore. Wie schon bei PSV und Panathinaikos trug er in Mönchengladbach die Rückennummer 11. Über ein einjähriges Gastspiel in der englischen Premier League bei Crystal Palace fand Kolkka 2005 den Weg zurück in die Niederlande. Nach einer letzten Saison bei Willem II Tilburg in der zweiten niederländischen Liga, ließ er seine Karriere 2012 bei den Texas Dutch Lions in den Vereinigten Staaten ausklingen.
Kolkka lebt heute mit seiner niederländischen Ehefrau in den Niederlanden und arbeitete 2013 als Trainer der C-Junioren des PSV Eindhoven.